# 메톡시기

일반적인 메톡시기의 구조

메톡시기(영어: methoxy group)는 메틸기에 산소 원자가 결합된 작용기이다. 메톡시기는 알콕시기의 일종으로 화학식이 O–CH3이다. 벤젠 고리에서 하메트식은 파라 위치의 메톡시 치환체를 전자 공여기로 분류하지만, 메타 위치에 있는 경우 전자 구인기로 분류한다. 오르토 위치에서 입체 효과는 하메트식의 예측에 상당한 변경을 일으킬 가능성이 있으며, 그렇지 않으면 파라 위치와 동일한 경향을 따른다.

## 생성
가장 간단한 메톡시 화합물은 메탄올과 다이메틸 에터이다. 다른 메톡시 에터에는 아니솔 및 바닐린이 포함된다. 많은 알콕사이드에는 메톡시기가 포함되어 있는데, 예로는 테트라메틸 오르토실리케이트 및 티타늄 메톡사이드가 있다. 이러한 화합물들은 종종 메톡사이드로 분류된다. 메톡시기가 있는 에스터는 메틸 에스터라고 할 수 있으며,  —COOCH3 치환기는 메톡시카보닐기라고 한다.

### 생합성
자연에서 메톡시기는 예를 들어, 캡-1 및 캡-2로 알려진 5'-캡 구조의 변형에서 2'-O-메틸화를 거친 뉴클레오타이드에서 발견된다. 이들은 또한 페놀에 작용하는 O-메틸기전이효소(예: 카테콜-O-메틸기전이효소(COMT))에 의해 생성이 촉매되는 O-메틸화 플라보노이드의 일반적인 치환기이다. 식물의 많은 천연 생성물들, 예를 들어 리그닌은 카페오일-CoA O-메틸기전이효소에 의한 촉매 작용을 통해 생성된다.

### 메톡시화
유기 메톡사이드는 종종 알콕사이드의 메틸화에 의해 생성된다. 일부 아릴 메톡사이드는 페놀의 금속 촉매 메틸화 또는 할로젠화 아릴의 메톡시화에 의해 합성될 수 있다.

## 같이 보기
- 메틸기
- 메틸화
- 알콕시기